# Phyllia cinerescens
Phyllia cinerescens là một loài bướm đêm trong họ Geometridae.